# أوسكار بيكر
أوسكار بيكر (بالألمانية: Oskar Becker)‏ هو فيلسوف ورياضياتي ألماني، ولد في 5 سبتمبر 1889 في لايبزيغ في ألمانيا، وتوفي في 13 نوفمبر 1964 في بون في ألمانيا.

## النشأة
وُلد بيكر في لايبزيغ، حيث درس الرياضيات. كانت أطروحته تحت إشراف أوتو هولدر وكارل روهن (1914) في تقسيم المضلعات إلى مثلثات غير متقاطعة بناءً على قاعدة بديهيات الاتصال والنظام.
خدم في الحرب العالمية الأولى وعاد لدراسة الفلسفة مع إدموند هوسرل، الذي كتب له شهادة التأهل للأستاذية حول تحقيقات في الأسس الفينومولوجية للهندسة وتطبيقاتها الفيزيائية، (1923). كان بيكر مساعدًا لهوسرل، بشكل غير رسمي، ثم المحرر الرسمي للكتاب السنوي للأبحاث الفينومولوجية.

## العمل في علم الظواهر والفلسفة الرياضية
نشر الوجود الرياضي وهو أعظم ما أبدع، في الكتاب السنوي في عام 1927. ظهر عمل مشهور أيضًا في الكتاب السنوي في ذلك العام كان لمارتن هيدجر بعنوان الوجود والوقت. كثيرًا ما حضر بيكر ندوات هايدغر خلال تلك السنوات.
لم يستخدم بيكر الظواهر المنسوبة لهوسرل فقط، بل أيضًا التفسيرات المنسوبة لهيدجر، الأكثر إثارة للجدل، إذ يناقش العد الحسابي على أنه «يتجه نحو الموت». انتُقد عمله من قبل كل من الكانطية الجديدة ومن قبل الاتجاه السائد والمنطقيين العقلانيين، الذين رد عليهم بيكر بحذر. لم يكن لهذا العمل تأثير كبير على المناقشات اللاحقة في أسس الرياضيات، على الرغم من العديد من التحليلات المثيرة للاهتمام لموضوع عنوانه.
تناقش بيكر مع ديفيد هيلبرت وبول بيرنايز حول دور اللانهائية المحتملة في الرياضيات الرسمية من وجهة نظر هيلبرت. جادل بيكر بأن هيلبرت لم يستطع التمسك بمذهب التناهي، ولكن كان عليه افتراض اللانهائية المحتملة. من الواضح أن هيلبرت وبرنايز يقبلان ضمنيًا اللانهائية المحتملة، لكنهما يدعيان أن كل استقراء في إثباتهما محدود. كان بيكر محقًا في أن هناك حاجة إلى الاستقراء الكامل لتأكيدات الاتساق في شكل جمل محددة عالميًا، على عكس الادعاء بأن المسند يحمل كل رقم طبيعي فردي.

## المنطق البديهي والشكلي
بدأ بيكر بداية نحو إضفاء الطابع الرسمي على المنطق البديهي للويتزن إغبرتوس جان براور. طور دلالات من المنطق البديهي على أساس ظواهر هوسرل، واستُخدمت هذه الدلالة من قبل أريند هاتينغ في إضفاء الطابع الرسمي الخاص به. كافح بيكر، دون جدوى إلى حد ما، مع صيغة رفض الوسط المستبعد المناسب للمنطق البديهي. فشل بيكر في النهاية في التمييز بين الإنكار الكلاسيكي والبديهي بشكل صحيح، لكنه قام بالبداية. في ملحق لكتابه عن الوجود الرياضي، وضع بيكر مشكلة إيجاد حساب رسمي للمنطق البديهي. في سلسلة من الأعمال في أوائل الخمسينات من القرن الماضي، قام بفحص المنطق الشكلي والبديهي والاحتمالي وغيرها من أنواع المنطق الفلسفية.
قدم بيكر مساهمات في المنطق الشكلي (منطق الضرورة والاحتمال) وافتراض بيكر، أن الادعاء بالوضع الشكلي ضروري (على سبيل المثال أن احتمالية بي تنطوي على ضرورة احتمالية بي، وكذلك إعادة الضرورة) سُمي الافتراض باسمه. لعب افتراض بيكر لاحقًا دورًا في إضفاء الطابع الرسمي على تشارلز هارتشورن، الأمريكي لاهوتي المنهج، صاحب الدليل الوجودي على وجود الله، حفزته المحادثات مع الفلسفي الوضعي المنطقي ومعارض الدليل المزعوم، رودولف كارناب.

## النازية والإهمال
من الممكن اعتبار أن عمل بيكر السابق عانى إخلاصَه للنازية في وقت لاحق، ما أدى إلى عدم وجود مرجع أو تعليق منشور من قبل اللاجئين المنطقيين وعلماء الرياضيات الذين فروا من هتلر. تقدم محاضرته حول «فراغ الفن وجرأة الفنان» «الميتافيزيقيا الشمالية» بأسلوب نازي قياسي تمامًا.
وفقًا لأوسكار بيكر، «كان إيقاع كتاب نيتشه قصائد ديونيسية مطابقًا لرغبة السلطة ومجسدًا معنى الشباب المتطابق مع إيقاع مسيرة كتيبة العاصفة».